# 渡辺毅 (作家)
渡辺 毅（わたなべ たけし、1934年 - 2020年8月24日）は、日本の小説家。
樺太生まれ。宮城県古川高等学校や宮城県古川女子高等学校教諭の傍ら執筆活動を行い、1990年「小さな墓の物語」で第1回東北・北海道文学賞受賞。その後文学同人『文芸東北』に加わり、文筆家となる。1996年、太平洋戦争末期の樺太を描いた『ぼくたちの〈日露〉戦争』で第12回坪田譲治文学賞受賞。2002年、『アプトルヤンペ』で第8回歴史群像大賞優秀賞受賞。

## 著書
- ワカソの棲む湖 鳥影社 1992.9 （「小さな墓の物語」所収）
- キツネのしりとり 鳥影社 1995.1
- ぼくたちの<日露>戦争  邑書林 1996.2
- 少年たちの樺太 マイとユンジの約束 蒼洋社 1999.6
- そこむし兵伍郎 奥州岩月藩出入司元締手控 2003.10 (学研M文庫)
- 鳴動 そこむし兵伍郎 2004.8 (学研M文庫)
- 雪すだれ さむらいの門 2006.11 (学研M文庫)
- 風を斬る さむらいの門 2007.8 (学研M文庫)
- 決断の標 さむらいの門 2008.8 (学研M文庫)

## 参考
- 著書の紹介文[要文献特定詳細情報]